# Helio Brasil
Helio Brasil Corrêa da Silva (Rio de Janeiro, 17 de março de 1931 - Rio de Janeiro, 14 de março de 2025), mais conhecido como Helio Brasil, é arquiteto, escritor e professor universitário. Cursou a Faculdade Nacional de Arquitetura da antiga Universidade do Brasil, atual UFRJ, de 1951 a 1955. Trabalhou no BNDE, atual BNDES, de 1955 a 1984, tendo supervisionado o projeto de construção da sede nova, inaugurada em 1982. Projetou em equipe com Jaci Hargreaves e Reynaldo Fânzeres da Silva edifícios residenciais, comerciais e industriais para o Rio de Janeiro e em outros estados. Lecionou durante 20 anos Projeto de Arquitetura nos cursos de arquitetura da Universidade Santa Úrsula e foi professor visitante de arquitetura na UFRJ e UFF.
Depois que se aposentou pelo BNDES passou a se dedicar à literatura, tornando-se um dos mais importantes ficcionistas brasileiros da atualidade. Parte de sua obra gira em torno do bairro carioca de São Cristóvão. "Eu tenho um carinho especial pelo bairro, meu pai nasceu aqui. São Cristóvão faz parte da minha memória pessoal e é onde morei até meus 20 anos." Segundo Miriam Mambrini, "Seu estilo é elegante, as histórias interessantes e originais, e, embora Hélio seja um escritor clássico, às vezes lembrando Guy de Maupassant, há um toque moderno nas suas narrativas, que não explicam demais, deixando fatos importantes um tanto velados."
Helio Brasil contribui fundamentalmente para a fixação da memória do seu bairro natal de São Cristóvão, sobre o qual escreveu uma trilogia, composta de um livro de não ficção – São Cristóvão: Memória e esperança, um “passeio guiado” pela geografia e história do Bairro Imperial – e dois romances: A última adolescência, cenas do cotidiano, ora trágicas, ora cômicas (ora tragicômicas) dos moradores de uma típica vila de casas carioca nos anos finais do Estado Novo, e Ladeira do Tempo-Foi, romance dramático que tem como fulcro uma ladeira imaginária do bairro (à imagem e semelhança de tantas ladeiras reais), na época da redemocratização pós-Estado Novo.
Seu romance histórico A Pele do Soldado, à semelhança do romance machadiano romântico Iaiá Garcia, transcorre tendo por pano de fundo a Guerra do Paraguai.
Sobre Helio Brasil, escreve Alexei Bueno, em ensaio publicado na Revista Brasileira da Academia Brasileira de Letras: "Helio Brasil é um autor da maturidade, já que, após toda uma vida dedicada à Arquitetura, estreou em livro em 1995, aos 64 anos. Sob este aspecto, é um autor da maturidade de forma quase tão marcante quanto o foi o nosso grande memorialista Pedro Nava, que, após uma vida toda dedicada à Medicina, havendo publicado apenas um belo livro sobre ela, estreou de fato aos 69 anos"

## Livros
Brasil, Helio (1995). Anjo de Bronze e outros contos. Rio de Janeiro: Oficina do Livro.
Brasil, Helio (2004). São Cristóvão: Memória e esperança. Rio de Janeiro: Prefeitura do Rio/Relume Dumará. Série Cantos do Rio.
Brasil, Helio (2004). A Última Adolescência (romance). Rio de Janeiro: Bom Texto.
Brasil, Helio & José Rezende Reis (2016). O Solar da Fazenda do Rochedo e Cataguases. [S.l.]: Synergia. Segunda edição ampliada. Uma primeira edição havia sido publicada em 2008.
Brasil, Helio (2016). Cadernos (Quase) Esquecidos. [S.l.]: Sarau do Beco. Crônicas autobiográficas em edição artesanal.
Brasil, Helio & Nireu Cavalcanti (2015). Tesouro: O Palácio da Fazenda, da Era Vargas aos 450 anos do Rio de Janeiro. Rio de Janeiro: Pébola - Casa Editorial.
Brasil, Helio (2014). Pentagrama Acidental (novelas). Rio de Janeiro: Ponteio.
Brasil, Helio (2017). Ladeira do Tempo-Foi. Rio de Janeiro: Synergia.
Brasil, Helio (2018). O Perfume Que Roubam de Ti e Outras Histórias. Rio de Janeiro: Synergia.
Brasil, Helio (2020). Alfabetização das Crônicas. Rio de Janeiro: Edição do autor.
Brasil, Helio (2022). A Pele do Soldado (romance histórico). Rio de Janeiro: Mauad X.
Brasil, Helio (2024). Onze Contos Malditos. Rio de Janeiro: Lacre.
Participação em coletâneas:
Editora Bom Texto: 12 Autores e Suas Histórias (2003); A Marquesa de Santos (2004); Tempos de Nassau (2005); Ásperos e Macios:  Histórias de Amor e de Vingança (2010); O Feitiço do Boêmio (2010, comemorando 100 anos de Noel Rosa).
Editora 7 Letras : O Rei, o Rio e suas histórias (2013).
Editora Rosmaninho: Rio, da Glória à Piedade (2023), organização da obra em homenagem ao Rio de Janeiro e participação com quatro crônicas e dois poemas.